# Ми-32
Ми-32 — проект советского сверхтяжёлого грузового трёхвинтового вертолёта, разработанный МВЗ имени М. Л. Миля  в 1982 году. Главной задачей являлось обеспечение грузоподъёмности в 55 тонн для возможностей транспортировки тяжёлых грузов в отдалённых районах СССР с отсутствием аэродромов, железнодорожного и шоссейного сообщения.

## Лётно-технические характеристики
Корпус вертолёта состоял из трёх гондол с винтами, соединённых вместе в виде треугольника. Для транспортировки грузов использовалась внешняя подвеска. В качестве силовой установки предполагалось использование шести двигателей Д-136, расположенных по два в каждой гондоле. Расчётная скорость полёта должна была составлять 230 км/ч, дальность полёта — 1200 км, взлётная масса — 136 тонн. Экипаж машины состоял из двух лётчиков, борттехника и оператора. Размеры вертолёта составляли 40,5×36×4,3м.